# Huta Stara (powiat kielecki)
Huta Stara – wieś w Polsce położona w województwie świętokrzyskim, w powiecie kieleckim, w gminie Bieliny.
| SIMC    | Nazwa     | Rodzaj    |
| ------- | --------- | --------- |
| 0228111 | Po Szosie | część wsi |
| 0228128 | Wymysłów  | część wsi |

W Ewidencji Gruntów i Budynków podzielona jest na Hutę Starą - Po Szosie oraz Hutę Starą - Wymysłów.
W latach 1975–1998 miejscowość położona była w województwie kieleckim.